# Prîdorojne, Krasnodon
Prîdorojne (în ucraineană Придорожне) este un sat în comuna Samsonivka din raionul Krasnodon, regiunea Luhansk, Ucraina.

## Demografie
Componența lingvistică a localității Prîdorojne
     Rusă (67,87%)
     Ucraineană (32,13%)
Conform recensământului din 2001, majoritatea populației localității Prîdorojne era vorbitoare de rusă (67,87%), existând în minoritate și vorbitori de ucraineană (32,13%).